# Hoplia peroni
Hoplia peroni är en skalbaggsart som beskrevs av Blanchard 1850. Hoplia peroni ingår i släktet Hoplia och familjen Melolonthidae. Inga underarter finns listade i Catalogue of Life.